# Слово пацана. Кровь на асфальте
«Сло́во пацана́. Кровь на асфа́льте» — российский криминальный сериал о молодёжных группировках Казани конца 1980-х годов, снятый режиссёром Жорой Крыжовниковым на основе книги Роберта Гараева «Слово пацана. Криминальный Татарстан 1970—2010-х». Главные роли в нём исполняют Иван Янковский, Рузиль Минекаев, Леон Кемстач, Елизавета Базыкина, Анна Пересильд и Анастасия Красовская.
Производством занимались компании Toomuch Production, «НМГ Студия» и «НТВ» при поддержке «Института развития интернета». Премьерный показ проходил с 9 ноября по 21 декабря 2023 года в онлайн-кинотеатрах Wink и Start. Сериал приобрёл широкую популярность в России и других странах бывшего СССР. В российской прессе «Слово пацана» характеризовали как «феномен» и как главный российский сериал 2023 года. Он стал лауреатом премии «Белый слон» в номинации «Лучший сериал» и премии «ТЭФИ» в номинациях «Драматичный сериал», «Сценарист сериала», «Режиссёр сериала», «Продюсер сериала».
Премьерный показ на телевидении проходил на «НТВ» с 15 по 25 апреля 2024 года.

## Сюжет
Действие происходит в Казани, столице Татарской АССР, в феврале 1989 года. На улицах города враждуют молодёжные преступные группировки. Главный герой, четырнадцатилетний Андрей, живёт с мамой и пятилетней сестрой. Он учится в музыкальной школе и сталкивается с агрессивными подростками, которые притесняют его. Обстоятельства складываются так, что Андрей заводит дружбу с одним из хулиганов — Маратом. Тот помогает ему погрузиться в мир уличной жизни, где молодёжные группировки сражаются за свои территории, нарушая даже собственные законы и обещания.
Параллельно разворачивается история отношений главных героев: Андрей заводит дружбу с молодой сотрудницей инспекции по делам несовершеннолетних, Марат знакомится с Айгуль, ученицей музыкальной школы, где учился Андрей, также Вова, брат Марата, в результате стычки с другой группировкой попадает в больницу, где у него завязываются отношения с медсестрой Наташей.

## В ролях
| Актёр                          | Роль                                                                                    |
| ------------------------------ | --------------------------------------------------------------------------------------- |
| Иван Янковский                 | Вова Суворов (Адидас), лидер группировки «Универсам»                                    |
| Рузиль Минекаев                | Марат Суворов (Адидас-младший), член группировки «Универсам», младший брат Вовы Адидаса |
| Леон Кемстач                   | Андрей Васильев (Пальто), новый член группировки «Универсам»                            |
| Елизавета Базыкина             | Наташа Рудакова, медсестра, девушка Вовы Адидаса                                        |
| Анна Пересильд                 | Айгуль Ахмерова, девушка Марата                                                         |
| Анастасия Красовская           | Ирина Сергеевна, инспектор по делам несовершеннолетних, любовный интерес Андрея         |
| Сергей Бурунов                 | Кирилл Суворов, отец Вовы и Марата                                                      |
| Юлия Александрова              | Светлана Михайловна, мать Андрея                                                        |
| Антон Васильев                 | Ильдар Юнусович, старший оперуполномоченный, майор милиции                              |
| Никита Кологривый              | Кащей, бывший лидер группировки «Универсам»                                             |
| Лев Зулькарнаев                | Вахит Зималетдинов (Зима), один из «суперов» группировки «Универсам»                    |
| Слава Копейкин                 | Валера Туркин (Турбо), один из «суперов» группировки «Универсам»                        |
| Иван Макаревич                 | Джон, музыкант, приятель Ирины                                                          |
| Александр Самойленко мл.       | Денис Коневич, руководитель ОКОД                                                        |
| Варвара Куприна                | Юля, младшая сестра Андрея                                                              |
| Никита Манец                   | Кирилл (Фантик), бывший член группировки «Универсам»                                    |
| Ярослав Могильников            | Миша Тилькин (Ералаш), член группировки «Универсам»                                     |
| Альберт Тавабилов              | Альберт Салихов (Лампа), член группировки «Универсам»                                   |
| Андрей Максимов                | Вадим Желтухин (Жёлтый), лидер группировки «Дом Быта», двоюродный брат Наташи           |
| Григорий Дудник                | Искандер, бывший друг Андрея, член группировки «Разъезд»                                |
| Владимир Виноградов            | хозяин видеосалона                                                                      |
| Наталия Потапова               | Флюра Габдуловна, завуч школы и учительница английского                                 |
| Ольга Лапшина                  | Нина, тётя Наташи, мать Жёлтого                                                         |
| Лидия Ильина                   | Полина Филипповна, бабушка Ералаша                                                      |
| Светлана Смирнова-Кацагаджиева | Диляра, мать Марата и мачеха Вовы                                                       |
| Руслана Доронина               | мать Айгуль                                                                             |
| Ильдус Абрахманов              | Ренат Ахмеров, отец Айгуль                                                              |
| Эдуард Володин                 | Синий, член группировки «Универсам»                                                     |
| Даниил Киселёв                 | Цыган, член группировки «Дом Быта»                                                      |
| Лев Коткин                     | Лапоть, член группировки «Дом Быта»                                                     |
| Лев Черепанов                  | Колик Рома, бывший член группировки «Дом Быта»                                          |
| Дарья Гайнуллина               | Кира, сослуживица Ирины                                                                 |
| Дина Губайдуллина              | Роза Богоутдинова, член ОКОД                                                            |
| Михаил Левченко                | дед на рынке                                                                            |

## Список серий
| № серии | Описание серии | Дата премьеры   |
| ------- | --- | --------------- |
| 1       | 14-летний Андрей живёт с мамой и младшей сестрой и, помимо общеобразовательной, ходит в музыкальную школу. Однажды он сталкивается в автобусе с хулиганом, который отнимает у его одноклассника Искандера 30 копеек, а его самого — избивает. В тот же день классный руководитель предлагает помочь сверстнику по английскому языку. Им оказывается тот самый хулиган, ударивший Андрея в автобусе. Марат является членом преступной группировки «Универсам», а его старший единокровный брат Вова по кличке Адидас проходит службу в Афганистане и считается авторитетом в своей возрастной категории среди группировщиков. Марат и Андрей становятся друзьями: Андрей учит товарища английскому, а Марат Андрея — боксу и уличной жизни, в том числе мелкому воровству. В это время одноклассник Андрея Искандер присоединяется к другой банде, «Разъезду», и теперь требует у Андрея отобранные деньги, увеличив сумму вдесятеро - до 3 рублей. Так как Андрей не состоит в группировке, Марат не спешит вставать на его защиту, к тому же у него самого имеются проблемы с лидером «Универсама» Кащеем. Андрей понимает, что единственный способ избежать третирований — это самому «пришиться» к группировке: он приходит на сходку, с мужеством выдерживает поединок с Маратом и присоединяется к «Универсаму». Андрей в музыкальной школе берёт для Марата номер телефона скрипачки Айгуль, которую Марат приглашает на свидание. Андрей больше узнаёт об улице, в том числе о «Тяп-ляп» и других группировках Казани. «Универсам» собирается на промыслы в Москву. Чтобы купить билет на поезд, Андрей просит у матери деньги якобы на конкурс. Мать не полностью понимает происходящее, она считает, что у Андрея вымогают деньги и предлагает обратиться в милицию. Андрей сбегает из дома, продаёт часы отца за 4 рубля милиционеру и успевает на поезд. По дороге в Москву ребята делятся между собой своими планами. Андрей озвучивает желание купить новое пальто. Данный предмет гардероба непопулярен среди пацанов, выделяет «новенького» на общем фоне, и Андрей получает кличку в честь любимой зимней одежды. В Москве парни грабят и избивают прохожих. Андрей арестован и поставлен на учëт в инспекцию по делам несовершеннолетних. Молодая инспекторша, младший лейтенант Ирина Сергеевна, предлагает ему «сдать» остальных, но он отказывается, и вместо этого приглашает Ирину в кино. У дверей милиции его с почётом встречает группировка. | 9 ноября 2023   |
| 2       | Андрей коротко стрижётся и с помощью Марата меняет стиль одежды на «пацанский». Марат и Андрей ждут возле ДК Айгуль, которая должна прийти на свидание к Марату, но неожиданно к ДК подходит инспектор Ирина Сергеевна, с которой Андрей идёт в кино. Перед фильмом неожиданно запускается документальный фильм о молодёжных ОПГ Казани, а затем Ирина приглашает Андрея на сцену как «вторую сторону» в публичной дискуссии с руководителем ОКОД. Оскорблённый Андрей убегает. Марат сближается с Айгуль. На улице Кащей и несколько подставных прохожих ведут игру в напёрстки, в которую подставным образом выигрывает Марат. Проходящая мимо мать Андрея, увидев "возможность" лёгкого выигрыша, проигрывает 100 рублей и шапку. Узнав мать Андрея, Марат пытается предотвратить продолжение игры и делает вид, что приближается милиция, чем нарушает «кодекс пацанов». Андрей знакомится с майором милиции Ильдаром: он принимает заявление по поводу кражи у матери Андрея, в это же время выясняется, что Ильдар — ухажёр его матери. Ильдар приглашает Андрея в участок, помогает деньгами и продуктами, даёт поиграть на компьютере, но преследует и иную цель: он хочет, чтобы Андрей сдал членов группировки. Из Афганистана возвращается старший брат Марата — Вова Адидас. Вову не устраивают изменившиеся за два года порядки и вокруг него сразу же образуется круг ближайших соратников. Желая проверить, "не потерял ли силу" Адидас, Кащей предлагает ему боксёрский поединок со зрелым членом группировки Демидом, в результате которого побеждает последний. Вова предлагает пацанам заработать денег мелким рэкетом, и они начинают взимать плату с водителей за проезд по трассе. Ирина в качестве извинения приглашает Андрея к себе домой на музыкальный квартирник. Вова честно делит деньги, полученные с помощью отъёма у водителей. Один из "младших" по кличке Ералаш покупает бабушке утюг, как и обещал. Андрей подкладывает 25 рублей в тайник матери, убеждая, что они всегда там были, но она ему не верит. Несколько группировок собираются на дискотеке и танцуют, в это время Андрей на глазах у Ирины провоцирует массовую драку, ударив своего одноклассника Искандера из группировки «Разъезд». На улице члены одной из группировок жестоко избивают Ералаша; член «Универсама» Кирилл бросает его и уезжает на автобусе. На дискотеку во время драки прибывает милиция; Ирина прячет Андрея, Марата и Айгуль в подсобке, но их находит Ильдар. Многих участников драки забирают в милицию. Ильдар в отделении милиции избивает Андрея. | 9 ноября 2023   |
| 3       | Пацаны торжественно дарят матери Андрея шапку, которую Марат до этого отобрал на улице у учительницы английского языка и завуча Флюры Габдуловны. Кирилл, который был с Ералашем в момент нападения, рассказывает выдуманную версию произошедшего с упором на то, что он оказывал сопротивление врагам. Пацаны узнают, что в результате избиения Ералаш умер, и по ложной наводке Кирилла предполагают, что его убийцами стали члены группировки «Разъезд». «Универсам» во главе с Адидасом устраивают для них засаду возле гаражей. Старшие из «Разъезда» приезжают к Кащею за разъяснениями. За слабохарактерность пацаны «отшивают» Кирилла через избиение, лишая возможности присоединиться к другому району. Проходят похороны Ералаша, пацаны дают слово отомстить. Ильдар пытается наладить отношения с Андреем и раскрывает ему, что в убийстве Ералаша виноваты «Хади Такташ». Андрей приходит на вечеринку к Ирине, но друзья Ирины отказываются находиться в одной компании с «гопником». Директриса школы сообщает родителям Марата, что он украл шапку у завуча; отец Марата устраивает ему жестокий скандал, связывает ему руки и пытается отвезти к тётке в Набережные Челны, но Марату удаётся сбежать. У пацанов намечается большая «стрелка». Подошедший Кащей подтверждает, что убийцами были «Хади Такташ», но он «замял ситуацию». Вова же готов идти мстить хоть в одиночку, но к нему присоединяется множество других пацанов. «Универсамовцы» во главе с Вовой решают отомстить за убийство Ералаша и нападают на «Хади Такташ» на их территории; во время жестокой битвы Вове ранят ногу доской с гвоздями, впоследствии собравшихся преступников разгоняет прибывшая милиция. После побоища на территории «Хади Такташ» множество ребят оказываются в больнице, в том числе и Андрей. Он узнаёт, что убийца Ералаша Равиль тоже находится в больнице и, выведав номер его палаты, жестоко избивает его. | 16 ноября 2023  |
| 4       | «Хади Такташ» врываются в больницу, готовые отомстить за жестокое избиение члена группировки. Марат, Турбо и Андрей, отбиваясь от преступников, похищают Вову прямо с операции и угоняют «скорую». Турбо недоволен тем, что Андрей проявил инициативу и избил Равиля, не спросив разрешения у «старших», но Вова поддерживает поступок Андрея и объявляет на завтра общий сбор. Андрей и Марат приходят на репетицию к друзьям Иры — группе Джона, которая заинтересована в новом клавишнике. Однако Джон после прослушивания заявляет, что ему не нравится игра Андрея. Марат решает вступиться за друга и, кроме того, откровенно высказывает негативную оценку группе KISS. Возмущённый Джон выставляет обоих за дверь. Марат не может вернуться домой и ночует у Андрея. Мать пытается устроить Андрея в Суворовское училище, но тот нарочно срывает собеседование, после чего врёт матери, что поступил. Айгуль даёт понять Марату, что с ней нельзя обращаться так, как он привык. На сборах Адидас и члены «Универсама» бросают вызов Кащею и отшивают его за привнесение воровских понятий, употребление наркотиков и обман (оказалось, что Кащей даже не поднимал с «Хади Такташ» вопрос о Ералаше). Главным становится Вова, он вскрывает оставшийся от Кащея сейф с деньгами и револьвером, который забирает себе.На деньги "общака" пацаны посещают домашний видеосалон в частной квартире, после чего решают открыть собственный. Для этого они похищают видеомагнитофон и кассеты из этой же квартиры. Ильдар приходит в гости к семье Андрея, он замечает Марата и пытается его выгнать, но мать Андрея неожиданно противится и выгоняет самого Ильдара. Уже на лестничной площадке Ильдар предупреждает Андрея, что, если избитый им Равиль умрёт в больнице, это грозит Андрею реальным сроком. Марат тайно от отца возвращается за вещами, но отец поджидает его и неожиданно разрешает остаться. Мама Андрея посещает кабинет завуча Флюры Габдуловны, которая обнаруживает на ней такую же шапку, что была украдена у неё, и предполагает, что это та самая вещь, в подтверждение чего предлагает посмотреть подкладку, где были вышиты её инициалы. Для мамы Андрея происходящее становится слишком большим ударом, и она начинает неадекватно вести себя — устраивает истерику, поджигает волосы на газовой плите в присутствии Андрея и его сестры Юли, в результате чего попадает под наблюдение психиатра. | 23 ноября 2023  |
| 5       | Убийца Ералаша выживает, Андрею ничего не угрожает. Вова влюбляется в медсестру Наташу, которая чуть ранее помогла ему во время облавы на больницу. Айгуль всё ещё злится на Марата, но, когда к ней пристаёт незнакомый парень из другой группировки, обращается к Марату за помощью. Марата как раз переводят в школу Айгуль после истории с кражей шапки. Вова посещает «Хади Такташ», чтобы остановить войну, восполняет комиссионному магазину причинённый Маратом ранее ущерб (он украл две сетчатые кепки) и снимает свободное помещение для видеосалона. Вова приходит в общежитие к Наташе с подарком (колготками), но она его опасается и держится обособленно. Андрей врёт всем, что они с сестрой сейчас живут с тётей из Альметьевска, чтобы его и сестру не забрали в приют за отсутствием опекуна. Он узнаёт, что у Ирины день рождения и преследует её до кафе. В кафе он выходит на сцену и, используя синтезатор Джона, поёт для Ирины песню «Как быть», что в итоге приводит к потасовке с Джоном. Марат просит Айгуль помочь с плакатами, знакомит её с остальными ребятами, и просит заняться кассой. Между Айгуль и Маратом начинаются романтические отношения. Андрея у его квартиры поджидает Ильдар: он узнаёт, что младшую сестру Андрея угрожают забрать в приют, и обещает посодействовать. Вечером к салону приезжает соседняя банда, «Домбытовские»: они похищают Айгуль, которая не отдаёт видеомагнитофон, и всю кассу. Глава банды по кличке «Жёлтый» объясняет ей, что «Универсам» похитил этот видеомагнитофон у человека, которого они «крышевали». Вова договаривается о встрече с Жёлтым, обозначив, что у каждого будет с собой «пара человек». Вова оставляет Марата дома, но он всё равно присоединяется к брату, угнав «Волгу» отца (аргументируя, что приезжать на «стрелку» на автобусе несолидно). В назначенном месте вместо пары человек их поджидает огромная толпа, которая избивает Вову, Марата и Зиму. Пока один из группировки отрезает Марату кусок уха, Жёлтый избивает Вову и заставляет его извиниться, забирает машину и требует 300 рублей «за нервы». Айгуль в это время остаётся наедине с тем самым «домбытовским», который ранее преследовал её на машине. Он даёт Айгуль «слово пацана», что не тронет её, однако в конечном итоге насилует девушку. Вернувшийся Жёлтый в бешенстве «отшивает» насильника. Марат на базе при всех обвиняет брата в том, что он извинялся на коленях и что не довёл дело до конца. Вова вооружается припрятанным револьвером и идёт в кафе к «домбытовским», оставляя брата на базе под присмотром. В кафе Жёлтый признаёт вину за «инцидент» с Айгуль, отменяет выставленную сумму денег и возвращает машину. Вова молча слушает его, после чего хладнокровно стреляет в каждого присутствующего. Вова заставляет тяжелораненого Жёлтого извиниться, но тот отказывается и оскорбляет его, после чего Вова его убивает. Адидас забирает измученную Айгуль с собой. | 30 ноября 2023  |
| 6       | Вова приводит Айгуль в подвал и передаёт Марату. Тот отводит её к родителям. Пока в больнице Марату зашивают рану, Вова приглашает на свидание медсестру Наташу. Ильдар с милиционерами приезжает в кафе, где обнаруживает труп Жёлтого. Мама Айгуль вызывает милицию, но отец против проведения расследования, потому что «хватит и этого позора». Вова рассказывает Марату про изнасилование Айгуль и предупреждает, что, если Марат продолжит общаться с Айгуль, то по правилам группировки его «отошьют». Марат бежит к Айгуль и умоляет ответить на вопрос: «Было ли что-то или нет?»; Айгуль решает сказать Марату, что «ничего не было». Марат зовёт её вечером на дискотеку, аргументируя это тем, что, если она будет вести себя как жертва, то к ней так и будут относиться. Вова Адидас рассказывает пацанам о том, что случилось накануне, и начинает «учить улицу любить». Он пытается установить жёсткую дисциплину: тренирует ребят, не делая поблажек даже своему брату Марату. Во время этих сцен камера крупно показывает членов группировки «Универсам», сопровождая кадры титрами, из которых становится понятно, что почти все пацаны, включая Зиму, будут через некоторое время убиты в криминальных разборках или погибнут в тюрьмах. Вова встречается с медсестрой Наташей, но та, видя сцену, как пацаны вымогают деньги у другого парня, ругается с Вовой, когда тот отказывается заступиться, объясняя это «пацанскими делами». Вова приводит вечером к окнам общаги того парня, которого вынуждает сказать Наташе, что ему вернули все деньги. Наташа соглашается идти с Вовой на дискотеку. Андрей просит Ильдара забрать маму из психиатрической больницы, Ильдар остаётся у них и помогает по хозяйству. Из служебного звонка Ильдара Андрей узнаёт, что Вова объявлен в розыск за убийство Жёлтого и ранение других членов группировки «Дом быта». На дискотеке в ДК Турбо замечает Айгуль и подходит к одному из бывших членов группировки «Дом быта», чтобы узнать, была ли она изнасилована. Турбо делает так, что информация распространяется. Прямо на дискотеке от Айгуль начинают отворачиваться подруги, она видит, как люди начинают шептаться, и в слезах убегает домой. Марат ничего об этом не знает, поскольку его внимание в это время отвлекает Зима, а затем удерживает брат. В квартире Суворовых проходит обыск, его отец ошарашен и молчалив: новость, что его сын обвиняется в убийстве, для него становится ударом. Вова проводит ночь в общежитии у Наташи. Ильдар, поняв, что это Андрей предупредил Вову, обвиняет парня. Андрей, вспылив, ночью убегает из дома и приходит к Ирине Сергеевне, но застаёт её дома с Джоном. Музыкант бьёт Андрея на лестничной клетке. Утром Марат продолжает попытки выйти на связь с Айгуль. Отец сопровождает её на занятия в школу, до этого оскорбляет её, мать тоже не проявляет ни жалости, ни сочувствия. После короткой ссоры с мамой Айгуль выбрасывается из окна. | 7 декабря 2023  |
| 7       | Вова Адидас продолжает строить отношения с Наташей. Он ночует у неё в общежитии, утром в общагу пробирается Андрей и сообщает, что Айгуль покончила с собой. Адидас забирает Марата из школы и везёт на кладбище, где они напиваются на могиле погибшего в Афганистане товарища Адидаса. Привезя Марата домой, он кричит тому, что Айгуль погибла, но Марат его не слышит. Андрей с пацанами подстерегают Джона в подъезде и избивают его, после чего Андрей требует, чтобы тот перестал ухаживать за Ириной. Адидас рассказывает Наташе, что находится в бегах из-за того, что «защитил честь женщины», вступившись за девушку брата, и предлагает ей уехать с ним в Абхазию. Наташа предлагает ему пожить в доме у её тёти в деревне. Когда они туда приезжают, тётя оплакивает своего погибшего сына, который оказывается тем самым Жёлтым, которого ранее застрелил Адидас. На следующее утро Марат приходит в школу и там узнаёт о смерти Айгуль. На похоронах Жёлтого один из членов его банды узнаёт Адидаса и нападает на него, обвиняя в убийстве. Услышав, что Адидас является убийцей её двоюродного брата, Наташа разрывает с ним отношения. Мать Андрея возвращается домой, потеряв где-то дочь, но даже не осознаёт этого. Андрей обращается за помощью к пацанам и к Ирине. Сослуживица Ирины Кира, увидев, что мать Андрея находится в неадекватном состоянии, вызывает санитаров из психиатрической лечебницы, которые снова её забирают. Турбо находит сестру Андрея в зале игровых автоматов и возвращает её домой. Пацаны на улице встречаются с Адидасом, он просит оставить Марата в покое и не поднимать тему с Айгуль, потому что она уже умерла. Вова говорит, что группировка занимается «чем-то не тем» и сообщает, что отходит от дел, назначая главным Зиму. Домой к Андрею приходят милиционеры вместе с Ириной, чтобы его и сестру передать органам опеки, но Андрей сбегает к пацанам. Турбо и Зима решают, что Андрей пока может пожить в качалке. В это время приходит Марат, и Турбо поясняет ему, что тот поступил не по понятиям, когда продолжил общаться с Айгуль после её изнасилования, и теперь не может оставаться в группировке. Марата «отшивают» из банды, но, когда Турбо его бьёт, появляются дружинники во главе с Коневичем. Коневич показывает Марату их штаб, где они занимаются производством джинс, и предлагает присоединиться к ним, однако Марат отказывается. Джон бросает Ирину. Коневич приводит Марата к Ильдару, тот обещает наказать насильника Айгуль в обмен на помощь Марата. Андрей заходит к Марату, после разговора Марат намекает, чтобы Андрей не приходил завтра на сборы группировки. На следующий день во время сборов приходит Марат и начинает драку с Турбо. Во время драки Марат подбрасывает Турбо револьвер, из которого был застрелен Жёлтый. В это время появляется милиция во главе с Ильдаром и всех пацанов, включая Андрея, задерживают. | 14 декабря 2023 |
| 8       | После задержания милиционер выясняет имена и клички пацанов, сидящих в ИВС. Марат приходит к Ильдару, который неожиданно устраивает ему очную ставку с бывшим членом группировки «Универсам» Кириллом. Кирилл сообщает, что Жёлтого убил не Турбо, которому Марат подбросил револьвер, а брат Марата Вова. Ильдар объясняет Марату, что отпечатки пальцев остаются не только на оружии, но и на гильзах, поэтому экспертиза всё равно определит настоящего убийцу. Ильдар выпускает Андрея из ИВС, сообщает, что разрывает отношения с его матерью и говорит ему уходить, имея в виду, что он помог ему в последний раз. Андрей приходит в качалку, но встречает там Кащея и его сообщников, в числе которых Демид. Кащей говорит, что никакого «Универсама» больше нет и он всех «отшивает». Андрея заставляют поднимать штангу, а затем отпускают и приказывают принести сто рублей. Тот отказывается, за что Демид бьёт его и пытается задержать, но Андрей вырывается и убегает. Вова поджидает Марата на улице, просит его вынести документы и вещи и даёт денег купить что-нибудь отцу на юбилей, но Марат кидает деньги и обвиняет Вову в том, что случилось с Айгуль. Когда Марат заходит домой, отец высказывает ему всё, что о нём думает, но в это время приходит Коневич с почётной грамотой за «помощь в задержании преступника», и предлагает Марату вступить в Комсомол. Андрей приходит к Ирине, чтобы узнать, где его сестра, и узнаёт, что Ирина забрала её к себе и сейчас оформляет опекунство. Ирина говорит Андрею, что они смогут жить вместе, если он снова не оступится. Ильдар приходит в общежитие к Наташе и предлагает ей убедить Вову написать явку с повинной, чтобы таким образом уменьшить срок. В это время в общагу приходит Вова, между ним и Ильдаром происходит драка, Вова одолевает Ильдара и бежит вместе с Наташей. Марат приходит на собрание по приёму в Комсомол (на котором также присутствуют Ирина и Андрей, которого она привела), но поскольку у него нет пионерского галстука, он отбирает его у школьника в туалете. Марат правильно отвечает на идеологические вопросы, его принимают в Комсомол. После собрания Марат и Андрей встречаются за зданием школы. Марат обвиняет Андрея, что тот «пришился к ментам», но Андрей опровергает это и, в свою очередь, обвиняет Марата, что тот «сдал» пацанов. Марат обвиняет пацанов в том, что они затравили Айгуль, и заявляет, что «есть законы выше пацанских». В ответ Андрей говорит ему, что просто Марат больше не пацан. Марат набрасывается на Андрея, между ними происходит драка, в которой побеждает Андрей. Наташа покупает билеты в Адлер и видит на вокзале ориентировку на Вову. Она сообщает об этом Вове и говорит, что не может бежать вместе с ним. Между ними происходит любовная сцена. Милиционеры во главе с Ильдаром приходят на работу к отцу Вовы и Марата. Вова угоняет «Жигули», и они вместе с Наташей уезжают из города. На выезде их останавливает патруль, но Наташа убеждает инспектора ГАИ уехать на несуществующее ДТП в противоположную от их пути сторону. Вова звонит домой, Диляра сообщает ему, что за ними следит милиция, а его отец находится в предынфарктном состоянии, но всё равно собирается отмечать юбилей. Ирина делает сюрприз Андрею, приведя их с сестрой на свидание к матери в психиатрическую больницу. Когда по радио играет музыка, мать предлагает пригласить Ирину на танец, что Андрей и делает. Мать просит Андрея в следующий раз принести торт, Андрей решает сбегать за ним прямо сейчас. На рынке его узнаёт случайно встреченный владелец видеосалона, у которого Андрей и пацаны ранее украли видеомагнитофон. Коммерсант нападает на Андрея и валит его на пол, после чего удерживает до прихода милиции. Вова и Наташа возвращаются в Казань, Вова хочет поздравить отца. Вова заходит на юбилей к отцу, где кроме него больше никого нет. Вову узнаёт официант и звонит в милицию. У отца с Вовой происходит тяжёлый разговор о совершённом Вовой убийстве, после чего отец отрекается от сына. В это время приезжает наряд милиции во главе с Ильдаром. Вове удаётся обезвредить нескольких милиционеров и отобрать пистолет, но уже возле самой машины Ильдар стреляет в него, и Вова умирает у Наташи на руках. В милиции Коневич заводит Марата в туалет, где тот видит Колика, изнасиловавшего Айгуль. Коневич выходит, а Марат набрасывается на Колика и жестоко избивает его. Серия заканчивается сценой в колонии для несовершеннолетних. Воспитанники колонии на сцене поют «Седую ночь» группы «Ласковый май», а Андрей, отбывающий срок за кражу, аккомпанирует им на пианино. | 21 декабря 2023 |

## История создания

### Подготовка
Сюжет сериала строится вокруг «казанского феномена» — это собирательное название образовавшихся примерно в 1970-х годах преступных группировок Казани, состоящих преимущественно из несовершеннолетних. Режиссёр и сценарист Жора Крыжовников и сценарист Андрей Золотарёв опирались на книгу «Слово пацана. Криминальный Татарстан 1970—2010-х», впервые опубликованную в 2020 году. Автор книги Роберт Гараев выступил консультантом сериала. Прототипом главного героя Андрея является сам Гараев; как и Андрей, Гараев присоединился к группировке после того, как учительница попросила его «подтянуть» по учёбе двух учеников, и он с ними подружился.
По словам Андрея Золотарёва, подготовка к съёмкам заняла почти полгода. Вместе с Крыжовниковым они изучали материалы по теме «казанского феномена», брали интервью у бывших группировщиков и милиционеров. Крыжовников рассказал, что «прочитал и посмотрел всё, что существует» о «казанском феномене», а также, готовясь к съёмкам, «посмотрел огромное количество выпусков программ „Время“ и „Взгляд“, прочитал все выпуски журналов „Огонёк“ и „Смена“ [за 1988—1989 годы]». Аналогично, художница по костюмам Дарья Фомина «со всей скрупулёзностью изучила позднесоветский период», а идеи для костюмов «черпала отовсюду по чуть-чуть»; одежду искали на «Авито», на барахолках и в костюмерных. Так, образ Андрея в первых сериях, когда он был одет в серое пальто с тёмным меховым воротником и шапку-ушанку, был вдохновлён главным героем фильма Вадима Абдрашитова «Плюмбум, или Опасная игра». В общей сложности костюмеры сериала одели больше 1100 персонажей, учитывая артистов массовки.

### Основные съёмки
2 февраля 2022 года в Казани стартовал кастинг в сериал Жоры Крыжовникова под рабочим названием «Слово пацана». Для работы над сериалом в Казани были отобраны 240 человек, а в Набережных Челнах — 40. Всего в кастинге приняли участие почти 1200 человек. По словам Роберта Гараева, местные власти были против съёмок в Казани, поэтому съёмки проводились в городе Ярославле. По словам актёра Льва Зулькарнаева, на роль Зимы он пробовался изначально, и у него не было желания сыграть в сериале другого персонажа. По словам актёра, персонаж Зима, который был в сценарии изначально, благодаря ему видоизменился, например, «лёгкость, ироничность и человечность» в характер героя он привнёс от себя. Производством занимались компании Toomuch Production, «НМГ Студия» и «НТВ» при поддержке «Института развития интернета».
В феврале 2022 года уполномоченная по правам ребёнка в Татарстане Ирина Волынец сообщила, что будет добиваться запрета сериала, в случае, если он будет героизировать представителей казанских ОПГ, а также добавила, что сериал «желательно вообще не снимать». В поддержку съёмок, в свою очередь, выступили советник министра культуры Татарстана и член жюри премии «Золотая маска» Нияз Игламов, а также заместитель начальника управления уголовного розыска МВД Республики Татарстан (1993—1997) Александр Аввакумов, которые утверждали, что о «казанском феномене» давно следовало снять фильм.

### Пересъёмка финальной серии
12 декабря 2023 года в сеть утекли рабочие версии седьмой и восьмой серий сериала: они должны были выйти 14 и 21 декабря соответственно. 15 декабря режиссёр и сценарист Жора Крыжовников и сценарист Андрей Золотарёв в видеообращении сообщили, что приняли решение переснять финальную восьмую серию сериала. Крыжовников также прокомментировал утечку рабочих версий двух серий: «На кухню ресторана забежал какой-то человек, схватил сырые продукты, неочищенный картофель, грязную морковь, недожаренное мясо, вынес это людям и говорит: „Это блюдо“. Это не так, это не готово». По словам Крыжовникова, ещё «в районе третьей серии» они с Золотарёвым поняли, что хотят закончить историю иначе; пересъёмка финальной серии была связана с желанием сделать её «круче, эмоциональнее, острее, чем то, что у нас получилось ранее». В свою очередь, сценарист сериала Андрей Золотарёв назвал две причины пересъёмки: во-первых, первый вариант сцен снимался «не в ту погоду — там был снег без снега» (то есть, изначально съёмки проходили в тёплое время года); во-вторых, «существовали линии, которые нам казалось важным закрыть», в силу чего «мы несколько переписали какие-то отдельные линии внутри истории». В итоге, по словам создателей, седьмая серия была доработана частично, а восьмая серия — переснята; серии вышли, как было ранее запланировано, 14 и 21 декабря соответственно.
В прессе были опубликованы сравнения между черновой и финальной версией последней серии:
| В рабочей версии: | В финальной версии: |
| --- | --- |
| Судьба Вовы: Вова посещает юбилей отца в ресторане, поздравляет его перед большим количеством коллег. Вова раскрывает отцу, что убил человека, отец советует ему уезжать из города и даёт деньги, Вова сообщает, что он вместе с невестой уезжает в Гагры. Вова в том же ресторане встречает в туалете Марата. Он пытается извиниться перед младшим братом, но тот не хочет ничего слышать, предпочитая решить вопрос кулаками — но его сбивает с толку то, что брат только принимает удары, но не бьёт его. Вова и Наташа собираются покинуть Казань на поезде. Почти перед отправлением Вова выходит покурить на перрон, в это время член банды Жёлтого, проходя мимо него, ранит его в бок заточкой. Вова падает, Наташа зовёт на помощь. | Судьба Вовы: Вова встречается с Маратом у дома, драки не происходит, но Марат бросает предложенные братом деньги тому в лицо и отказывается помочь ему вынести из дома документы и вещи. Вова и Наташа покидают Казань на угнанной машине и собираются уехать в Гагры. На работу к отцу приходят с обыском (милиция продолжает искать Вову), и у отца случается удар. Узнав, что у отца подозрение на инфаркт, Вова возвращается в Казань, чтобы посетить его юбилей в ресторане. На юбилей к отцу больше никто не пришёл, после обыска у всех гостей нашлись отговорки. Отец, зная, что Вова убил человека, после недолгого разговора отрекается от сына. Официант узнаёт Вову как разыскиваемого преступника и вызывает милицию. Вова пытается скрыться, Ильдар стреляет ему в спину. Вова умирает на руках у Наташи. |
| Судьба Марата: вступив в комсомол, Марат остаётся несчастлив. В тот же день Марат идёт с комсомольцами в баню, но не присоединяется к их веселью и отрешённо сидит в одиночестве. | Судьба Марата: после вступления Марата в комсомол Коневич устраивает для него встречу с насильником Айгуль Коликом, позволяя Марату избить того и совершить свою месть (в рабочей версии сцена мести отсутствует). |
| Судьба Андрея: с помощью Ирины Сергеевны он получает возможность побыть с мамой один вечер дома в семейной обстановке. Так как у них нет ничего к чаю, он вызывается сходить в магазин. По пути он встречает нескольких школьников, с которых «стрясывает» деньги (так же, как с него в своё время их требовал Марат). На рынке его узнаёт и задерживает тот самый предприниматель, у которого Андрей с пацанами ранее украли видеомагнитофон. Андрея задерживают и отправляют в колонию для несовершеннолетних, где он играет на пианино на вечере самодеятельности. | Судьба Андрея: с помощью Ирины Сергеевны он получает возможность встретиться с мамой в больнице. Его мама просит в следующий раз принести торт, но он решает сходить в магазин прямо сейчас. На рынке его узнаёт и задерживает тот самый предприниматель, у которого Андрей с пацанами ранее украли видеомагнитофон. Андрея задерживают и отправляют в колонию для несовершеннолетних, где он играет на пианино на вечере самодеятельности. |

## Саундтрек
По словам музыкального продюсера сериала Дениса Дубовика, для картины специально не писалось ни одной композиции, и почти все песни были взяты из 80-х и 90-х годов, или «находили современные с похожей атмосферой». 21 декабря 2023 года на «Яндекс Музыке» вышла подборка композиций из сериала. Песня «Пыяла» группы «Аигел» в подборке представлена не была. Некоторые песни, которые звучат в сериале в исполнении героев («Хочу перемен!» группы «Кино», «Письмо в редакцию» Владимира Высоцкого), представлены в подборке в оригинальных версиях. Алексей Мажаев (InterMedia) оценил саундтрек на 9 баллов из 10, отметив, что он «давно не встречал в сериале о 70-х или 80-х столь точного саундтрека», который «сразу погружает слушателя в 1988 или 1989 год, навевая сонм воспоминаний».
| Исполнитель               | Композиция                    |
| ------------------------- | ----------------------------- |
| «Аигел»                   | «Пыяла»                       |
| «Ласковый май»            | «Седая ночь»                  |
| «Ласковый май»            | «Розовый вечер»               |
| «Ласковый май»            | «Ну, что же ты»               |
| «Ласковый май»            | «Белые розы»                  |
| Баста                     | «На заре» («Альянс» cover)    |
| «Мираж»                   | «Новый герой»                 |
| «Мираж»                   | «Я не шучу»                   |
| «Мираж»                   | «Снова вместе»                |
| «Мираж»                   | «Солнечное лето»              |
| «Мираж»                   | «Музыка нас связала»          |
| «Комбинация»              | «Не забывай»                  |
| Вилли Токарев             | «Рыбацкая»                    |
| Вилли Токарев             | «В шумном балагане»           |
| «Кино»                    | «Хочу перемен!»               |
| Стас Намин и «Цветы»      | «Богатырская сила»            |
| Игорь Тальков             | «Летний дождь»                |
| «Форум»                   | «Островок»                    |
| Егор Летов                | «Зоопарк»                     |
| Аркадий Северный          | «Вот с женою как-то раз»      |
| Александр Серов           | «Как быть»                    |
| Марк Бернес               | «Любимый город»               |
| Владимир Кузьмин          | «Только ты и я»               |
| Крис Кельми               | «Ночное рандеву»              |
| Nautilus Pompilius        | «Я хочу быть с тобой»         |
| Вячеслав Константинов     | «Афганистан (Пришёл приказ…)» |
| Трио «Меридиан»           | «Вокализ»                     |
| Владимир Высоцкий         | «Дорогая передача»            |
| «Секрет»                  | «Моя любовь на пятом этаже»   |
| Татьяна и Сергей Никитины | «Под музыку Вивальди»         |
| Solovyova, Ziborov        | «Котылу»                      |

## Релиз и реакция
Сериал включает восемь серий, его показ начался 9 ноября 2023 года в онлайн-кинотеатрах Wink и Start.

### Оценки кинокритиков
Сериал собрал в основном положительные отзывы критиков. Кинокритики хвалили сериал за актёрскую игру, режиссуру Крыжовникова, декорации и костюмы, а также за отсутствие романтизации бандитизма и насилия. Более неоднозначный приём получило жуткое изображение реалий 1980-х и использование как основы исторического «казанского феномена». «РИА Новости» похвалило сериал за атмосферу, точно воспроизводящую эпоху позднего СССР. Однако были отмечены «явные несостыковки», в том числе касающиеся костюмов (так, героиня Айгуль в обычный будний день носит белый школьный фартук, хотя их надевали только на праздники). Также «порой героев начинает сносить в откровенный пафос, а отдельные жаргонизмы, которыми пытаются заменить уличное арго, не вписываются в изображаемые реалии». По мнению издания, фильм не призывает к насилию, а показывает его бесперспективность, развеивает романтизированный образ 80-х и вместо этого показывает их как эпоху «яростной борьбы за власть на всех уровнях». «Слово пацана» был охарактеризован изданием как сериал-предупреждение.
Николай Корнацкий в газете «Ведомости» описывает «Слово пацана» как «антирекламу преступного образа жизни». По его словам, почти каждое преступление в сериале в итоге «приводит к наказанию, да ещё в стократном размере». Василий Степанов в «Коммерсантъ Weekend» отмечает: «В наличии всё, за что стоит любить кино Крыжовникова: раскованная камера, хорошо придуманные массовые сцены, увлечённая актёрская игра (кастинг тут золотой)». Тимур Алиев в «РБК Life» пишет, что сериал отлично показывает «потерянное поколение»: «запуганное, растерянное, пробующее новое и неизвестное на сломе эпох». Критик Антон Хитров в статье для издания Meduza описал «Слово пацана» как «наверное, самый своевременный российский сериал, какой только можно представить», проведя параллель между его сюжетом и современной обстановкой в России. «В сущности, это сериал о том, как идеализм компрометирует себя и замещается цинизмом», — резюмировал Хитров.
Кинокритик Зинаида Пронченко в статье для издания «Холод» отозвалась о сериале негативно, назвав его главной проблемой «полное отсутствие какого бы то ни было развития». По её мнению, Гараев в своей книге «предлагал читателям проследить эволюцию, она же деградация, — от конца 1970-х до середины 2000-х», в то время как в сериале «ничего подобного нет». Кинокритик Алексей Гусев, высоко оценив работу режиссёра, написал, однако, о неровности работы в целом: «Материал, с которым попытался совладать автор, столь огромен и страшен, что разрывает не только сценарную логику, с чем почти всюду справляется режиссура, но иногда и режиссёрский рисунок, с чем справиться уже нечему». Журналист и критик Юрий Сапрыкин высоко оценил сериал и назвал его «самым народным сериалом года»: «Это первое в российской истории кино, которое стало до такой степени народным, не будучи показанным по телевизору или не будучи выпущенным в широкий прокат. Оно ушло в народ прямо со стриминг-платформ. Это в каком-то смысле историческое достижение».
По итогам опроса двадцати четырёх российских кинокритиков, проведённого сайтом «Кино-театр.ру», «Слово пацана» был признан лучшим российским сериалом 2023 года. Кроме того, ряд российских изданий по итогам года включил «Слово пацана» в свои списки лучших сериалов 2023 года (российских или вышедших в мире). Российская редакция Forbes включила сериал в список лучших сериалов года, редакция «Кинопоиска» поставила сериал на первое место в списке лучших российских сериалов года, «Афиша Daily» и «Канобу» включили сериал в список лучших российских сериалов года.

### Популярность
В декабре 2023 года звучащий в сериале трек «Пыяла» (с тат. — «стекло») из одноимённого альбома группы «Аигел», выпущенного в 2020 году, возглавил мировой чарт Shazam. Пресса связала это с тем, что группа «Аигел» была исключена из титров сериала в связи с отменой её концертов в России и эмиграцией из России её членов, после того как группа сделала антивоенное заявление после начала российского вторжения на Украину. Поэтому зрители, желающие узнать автора неизвестной песни, массово обратились к сервису Shazam, который определяет треки по звуку. Кроме Shazam, трек занял первые места в «Яндекс Музыке», VK, Apple Music в России, Казахстане, на Украине, в Беларуси, Кыргызстане, Латвии и Эстонии, а также в Spotify в России, Казахстане, на Украине и в Беларуси.
По данным «Индекса Кинопоиска Pro», анализирующего интерес россиян к сериалам, с 4 по 10 декабря сериал набрал 4436 баллов интереса, установив тем самым рекорд (предыдущим лидером с 1566 баллами был сериал «Игра в кальмара» 2021 года). В начале декабря 2023 года сериал занял четвёртое место в топ-250 лучших сериалов «Кинопоиска» с рейтингом 9 из 10 на основе более 250 тысяч голосов пользователей (уступив сериалам «Игра престолов», «Во все тяжкие» и «Семнадцать мгновений весны»). По данным оператора Tele2, за полтора месяца показа сериала на видеосервисе Wink аудитория видеосервиса увеличилась в 4,7 раз.
По данным Yandex Wordstat, россияне за месяц искали запрос «Слово пацана» чаще, чем запросы «война в Украине» и «СВО» за год; количество запросов «Слово пацана» с 9 ноября по 6 декабря 2023 года составило более 45 млн раз, в то время как количество запросов «война в Украине» и «СВО» за 2023 год составило 32,1 млн и 41,4 млн раз соответственно.
Телефонный опрос ВЦИОМ от 22 декабря 2023 года показал, что о сериале знают 83 % опрошенных россиян, из которых 65 % — только слышали о проекте, а 18 % — его смотрели. Из опрошенных, которые смотрели сериал: 80 % оценили его положительно; 82 % не согласны, что сериал пагубно влияет на молодёжь и что его нужно запретить; 71 % согласен, что сериал достоверно отражает события советского времени 80-х годов. Другой опрос, проведённый «Диалогом Регионы» 11 декабря 2023 года в сети, показал, что из респондентов, посмотревших сериал: 83 % оценили его на 7 баллов и выше; 90 % выступили против запрета сериала; большинство (22 %) своим любимым героем в сериале назвали Вову Адидаса; 73 % хотят продления сериала на второй сезон.

### Реакция официальных лиц в России
2 декабря 2023 года в Иркутске на автобусной остановке группа подростков убила 15-летнего сверстника; близкие погибшего и комментаторы в СМИ связали это с влиянием сериала. В связи с этим 4 декабря глава Комитета Государственной думы по защите семьи, вопросам отцовства, материнства и детства Нина Останина обратилась в Следственный комитет и Роскомнадзор с просьбой проверить сериал (а также другой сериал — «Пищеблок») на содержание пропаганды, которая может причинить «вред жизни и здоровью детей, а также всему российскому обществу». Депутат отметила, что сцены сериала «внушают ужас». По её словам, возникшие опасения, что «подростки начнут романтизировать преступность, насмотревшись на экранных бандитов, воплотились в жестокую реальность». В обращении Останина просила дать оценку действиям режиссёра сериала Жоры Крыжовникова, а также лиц, причастных к его созданию и выпуску для широкой аудитории, если «просмотр сериала имел воздействие на преступников и привёл к убийству ребёнка». Также она просила проверить Министерство культуры России, которое выдало разрешение на прокат сериала. МВД опровергло связь сериала с убийством. Создатели сериала опубликовали заявление о своей непричастности. 9 декабря Роскомнадзор сообщил о том, что провёл проверку сериала на законность и нарушений не нашёл.
30 декабря 2023 года Дмитрий Медведев в своём Telegram-канале сделал «шуточный прогноз» на 2024 год: «Создание в России двух новых партий — Партии пацанов и Партии чушпанов, которые впоследствии будут запрещены Минюстом России из-за незаконной предвыборной агитации прямо на асфальте».

### Реакция за пределами России
По сообщениям украинских СМИ, сериал приобрёл определённую популярность среди украинской аудитории. Песня «Пыяла» после выхода сериала возглавила топ-чарты Украины на Apple Music и Spotify. Это стало поводом к активным обсуждениям относительно приемлемости потребления украинцами российского контента во время вторжения России на Украину. Такие украинские деятели, как телеведущая Мария Ефросинина и актриса Ирма Витовская резко осудили просмотр сериала украинской аудиторией во время войны с Россией, однако режиссёр Александр Роднянский заявил: «Это магическое качество кино. Если оно вызывает интерес и доверие к героям и способно волновать, то преодолевает границы. Даже во время войны». Министерство культуры и информационной политики Украины в своём заявлении написало, что сериал «содержит вражескую пропаганду, существование которой в Украине в условиях войны является недопустимым» и «прямо пропагандирует насилие, криминал и эстетику, присущую стране-агрессору». Министерство подчеркнуло, что сериал не распространяется на официальных украинских платформах, поэтому найти его можно на пиратских и российских ресурсах, что является незаконными действиями. Министерство призвало граждан и лидеров мнений осознанно принять решение прекратить потребление российского продукта.
5 декабря 2023 года появилась информация, что власти Казахстана изучают ситуацию вокруг российского сериала «Слово пацана. Кровь на асфальте», с заявлением по этому поводу выступил министр науки и образования Саясат Нурбек. На брифинге для СМИ Нурбек сообщил, что министерство подключило несколько экспертов из Министерства культуры и информации для изучения вопроса.

### Использование в предвыборной кампании
Согласно международному журналистскому проекту Kremlin Leaks, весной 2023 года на совещании в администрации президента России сериал был представлен в презентации «Творческий контент к выборам», подготовленной представителем АП Сергеем Новиковым и главой «Института развития интернета» Алексеем Гореславским. Согласно отчёту, сериал должен был обеспечить «повышение уровня знания населения о позитивных изменениях в жизни людей в России, об исторических и современных достижениях соотечественников, о героях наших дней и примерах для подражания», а также свидетельствовать о «сохранении культурной идентичности, традиций и суверенитета». Кроме того, согласно презентации, сериал должен был рассказать о «качественных изменениях жизни в России как устойчивом тренде». По оценке издания Meduza, в отчёте «сотрудники АП убеждают самих себя (и, вероятно, своё начальство), что „Слово пацана“, „Холоп 2“ и другие хитовые фильмы и сериалы помогут Путину снова стать президентом».
В конце февраля 2024 года в сети стали появляться смонтированные ролики из сериала, призывающие голосовать на выборах, направленные как на федеральный, так и на региональный уровень. Так, в одном из роликов, на фоне звучит музыка из песни «Пыяла» с изменённым текстом, содержащим призыв идти на выборы, а не оставаться «чушпаном», чтобы «не было как в девяностых». В ролике для Якутска содержался текст «Кто не голосует, тот чушпан».

## Награды и номинации
- 2023 — Фестиваль онлайн-кинотеатров «Новый сезон»: приз за «Самый ожидаемый сериал»[107][108];
- 2023 — Премия журнала «КиноРепортёр» «Событие года»: приз «Актёр года» (Иван Янковский, за сериалы «Фишер», «Плейлист волонтёра» и «Слово пацана. Кровь на асфальте»)[109];
- 2023 — Премия телеканала FashionTV «Fashion New Year Awards 2023»: приз за «Актёрский прорыв года» (Леон Кемстач)[110][111];
- 2024 — Премия «Белый слон» за «Лучший сериал»[112];
- 2024 — Премия издания Sports.ru «Кибер Best»: приз за «Лучший российский сериал»[113];
- 2024 — Премия «Большая цифра» в категории «Оригинальные фильмы и сериалы собственного производства»: приз в категории «Драмы/мелодрамы», приз зрительских симпатий в категории «Драмы/мелодрамы»[114][115];
- 2024 — Национальная премия интернет-контента: приз «Голос поколения» (молодёжному актёрскому ансамблю сериала)[116];
- 2024 — Премия Ассоциации продюсеров кино и телевидения (АПКиТ) в номинации «Лучший онлайн-сериал (семь и более серий)»[117].
- 2024 — «Приз редакции. Событие года» IX-й премии OK! Awards «Больше чем звёзды»[118].
- 2024 — Премия «Событие года-2024» журнала «КиноРепортер» в номинации «Хит года»[119].
- 2024 — Премия «Диалоги в кино» в номинации «Лучшие диалоги в адаптированном сериале»[120].
- 2025 — Четыре премии «ТЭФИ-2025» в номинации «Драматический сериал», «Сценарист сериала», «Режиссёр сериала», «Продюсер сериала».

### Комментарии
1. ↑  Источники:[2][3][4][5].
2. ↑  Источники:[5][6][7][8][9][10].
3. ↑  Источники:[11][12][13][14].
4. ↑  В титрах песня не указана, при этом в титрах есть песня «Тания», автором музыки и слов которой значится «Пантелеева Татьяна». В прессе сделали предположение, что это и есть песня «Пыяла», отмечая, что «Тания» отличается от оригинала на полтона[46].
5. ↑  В сцене, где герой Леона Кемстача исполняет песню на сцене ресторана, его озвучивает певец Тимофей Завалинич, финалист телешоу «Голос. Дети». Позже Леон Кемстач сам исполнил песню, 29 декабря 2023 года выпустив при поддержке Игоря Крутого трек «Как быть»[47][48].